# سید محمدجواد ابطحی
سید محمدجواد ابطحی (زادهٔ ۱۳۳۵ در خمینی‌شهر) نمایندهٔ حوزهٔ انتخابیهٔ خمینی‌شهر در دورهٔ هشتم و دهم مجلس شورای اسلامی بوده‌است.
وی از پاییز سال ۱۳۹۵ تاکنون از اعضای اصلی شورای مرکزی جبهه پایداری انقلاب اسلامی و از استراتژيست  های آن بوده‌است.